# Ray Beckett
Ray Beckett é um engenheiro de som britânico. Por The Hurt Locker, ao lado de Paul N. J. Ottosson, venceu o BAFTA de melhor som e o Oscar de melhor mixagem de som na edição de 2010.
Beckett trabalha como técnico de som e mixagem de som para cinema há mais de 4 décadas, tornando-se um pioneiro da indústria cinematográfica em sua área e conquistando inúmeros prêmios ao longo da carreira.